# 歷山一世
聖亞歷山大一世（拉丁語：Sanctus Alexander PP. I；？—約116年或119年）於108年或109年－116年或119年出任教宗。很多人認為亞歷山大一世是殉教者，但是沒有歷史證據支持這樣的結論。

## 譯名列表
- 亞歷山大：思高本圣经弟前1:18-20、天主教香港教區禮儀委員會：禧年專頁（页面存档备份，存于）、梵蒂冈广播电台《大英簡明百科知識庫》2005年版[永久]、《世界人名翻譯大辭典》1993年版作亞歷山大。
- 歷山：香港天主教教區檔案　歷任教宗作歷山。
- 亞力山大：真理辯證中文網 兩千年教會歷史巡禮 第四篇 中世紀前期教會歷史作亞力山大。
- 亞力山大、亞歷山大：國立編譯舘（页面存档备份，存于）作亞力山大、亞歷山大。